# Suezichthys arquatus
Suezichthys arquatus es una especie de peces de la familia Labridae en el orden de los Perciformes.

## Morfología
Los machos pueden llegar alcanzar los 13,5 cm de longitud total.

## Distribución geográfica
Se encuentran en Nueva Caledonia, Nueva Gales del Sur (Australia), la costa norte de Nueva Zelanda, las Islas Kermadec y Japón .